# 스테번 드푸르
스테번 아르놀트 드푸르(네덜란드어: Steven Arnold Defour, 1988년 4월 15일 ~)는 벨기에의 은퇴한 축구 선수이다. 2014년 FIFA 월드컵에서 6월 27일 열린 조별 예선 3차전 대한민국과의 경기에서 볼 다툼 중 김신욱에게 반칙을 범하여 퇴장을 기록하였다.